# Falkenbach
Falkenbach är ett tysk-isländskt folk metal/viking metal-band (bildat på Island) med den hedniskt troende musikern och sångaren Vratyas Vakyas (eg. Markus Tümmers) som enda fasta medlem. Sedan dess grundande 1989 har bandet vuxit till att bli internationellt erkänt med släpp av flera fullängdsalbum som hyllats av kritiker och recensenter inom genren. Falkenbach har räknats till de ledande akterna inom den hedniska folk/viking metal-musikstilen och lyriken framförs främst endast på isländska.

## Historia

### 1990-talet
1991 började Vakyas att spela gitarr i bandet Crimson Gates som mellan 1991 och 1993 spelade in två demoskivor och gjorde två spelningar innan de splittrades 1994. Vakyas fortsatte därefter med soloprojektet Falkenbach och spelade in kassettdemon Læknishendr. Samma år spelades Falkenbachs debutalbum The Fireblade in men Vakyas fick problem med utrustningen i studion och slutmixningen och släppet försenades.
1995 spelade han in demon The Fireblade och senare samma år albumet ...en their medh ríki fara... i The Blue House Studio. 1998 spelade han in det andra albumet ...magni blandinn ok megintíri..., även den i The Blue House Studio.

### 2000-talet
Efter sex års tystnad släppte Falkenbach 3 november 2003 det tredje albumet, Ok nefna tysvar Ty, inspelad i TidalWave Studio. I november 2005 släpptes Heralding - The Fireblade, 2011 släpptes Tiurida och 2013 släpptes Asa, samtliga tre fullängdsalbum.

## Teman och stil
Falkenbachs musik placeras ofta i genrerna folk- och viking metal och kännetecknas för det mesta av låtar uppbyggda med elgitarr, akustiska inslag och folkmusikinstrument. Lyriken framförs mestadels med en klar isländsk stämma, men Vakyas har även släppt låtar som han skrivit på engelska eller andra språk. Ett mindre antal låtar har haft inslag av Black metal-toner.
Låtarnas teman kretsar så gott som uteslutande om ämnen som rör förkristen, hednisk tradition och tro i de före detta vikingasamhällena. Vakyas är negativt inställd till kristendomens undantryckande av de hedniska kulturerna, folktro och asa-mytologin, och beklagar i vissa sångtexter händelserna då de vikingabebodda länderna kristnades.
Skribenter och musiktidskrifters recensenter har genom bandets historia utgått från att Vakyas är hedniskt troende då ett antal av bandets skivsläpp har beskrivits som uppenbarligen skrivna av någon med stor kärlek för (samt intellektuell kunskap om) hednisk tro och historia.
Musikaliskt har Falkenbachs musik sedan starten varit helt och hållet opolitisk. Vakyas har som privatperson, enligt vänner till musikern, varit starkt kritisk mot när högerextrema miljöer försökt infiltrera vikingametal-musikkulturen, och kallat det förkastligt. Vakyas ska ha benämnt högerextrema som använder sig av runor som en "nedsmutsning av ädel hednisk tradition och kultur".

## Medlemmar
Nuvarande medlemmar
- Vratyas Vakyas (Markus Tümmers) – elgitarr, akustisk gitarr, basgitarr, keyboard, trummor, sång (1989– )

Bidragande studiomusiker
- Hagalaz (Patrick Damiani) – gitarr (på Ok nefna tysvar Ty, Heralding - The Fireblade, Tiurida och Asa)
- Tyrann (Philip Breuer) – sång (på Ok nefna tysvar Ty, Heralding - The Fireblade, Tiurida och Asa)
- Boltthorn (Michel Spithoven) – trummor (på Ok nefna tysvar Ty, Heralding - The Fireblade, Tiurida och Asa)
- Alboîn (Florian Dammasch) – basgitarr (på Tiurida)
- Nikos Mavridis (Νίκος Μαυρίδης) – violin (på Asa)

## Diskografi
Demo
- 1989 – Havamal
- 1990 – Tanfana
- 1991 – Towards Solens Golden Light
- 1995 – Laeknishendr
- 1995 – Promo '95
- 1996 – ...skínn af sverði sól valtíva...

Studioalbum
- 1996 – ...en their medh ríki fara...
- 1998 – ...magni blandinn ok megintíri...
- 2003 – Ok nefna tysvar Ty
- 2005 – Heralding - The Fireblade
- 2011 – Tiurida
- 2013 – Asa

Singlar
- 2013 – "Eweroun"